# Belmondawg
Belmondawg, również Młody G, dawniej Belmondo, właściwie Tytus Szyluk (ur. 20 września 1991 w Gdyni) – polski raper i autor tekstów, założyciel zespołu Mobbyn oraz kolektywu i wydawnictwa Poppyn, były członek kolektywu HEWRA MOBBYN, prowadzi również karierę solową.

## Życiorys
Urodził się 20 września 1991 roku w Gdyni. Jest synem stylistki Wiganny Papiny. W 1996 roku będąc ze swoimi rodzicami na wakacjach, na plaży w Gdańskim Brzeźnie, z ich spontanicznej inicjatywy, wystąpił jako syn tytułowego bohatera, w teledysku do utworu „Makumba” zespołu Big Cyc. Jego pseudonim Belmondo pochodzi od francuskiego aktora Jeana-Paula Belmondo. Natomiast pseudonim Belmondziak został usłyszany przez Tytusa pod jedną z warszawskich restauracji.
W 2012 roku miał swój pierwszy gościnny występ (pod pseudonimem „Bojkot”) w utworze „Za najlepsze akcje” rapera Karwana. Większą rozpoznawalność w środowisku zyskał dzięki nagraniu mixtape’u wraz z Kazem Bałagane Sos, ciuchy i borciuchy (2014). W 2016 r. wraz z raperem Oyche Doniz założył zespół Mobbyn. W 2017 r. nakładem Fonografiki wydali album pt. Mobbyn Z powodu narastających konfliktów grupa rozpadła się w 2018 r. Belmondo reaktywował Mobbyn wraz z raperem GSP w tym samym roku. W serwisie YouTube zamieścili single „Dzień dobry” oraz „Yomenik”, które zdobyły kilka milionów wyświetleń. Również w 2018 r. raperzy wypuścili album uhqqow. W 2019 r., w atmosferze skandalu w mediach społecznościowych, grupa ponownie się rozpadła. Belmondo ogłosił wycofanie się z muzyki, jednak powrócił w 2020 r. po kilku miesiącach. 25 grudnia 2020 r. opublikował teledysk do nowego singla „Pappardelle all’arrabbiata” promującego nadchodzący album. Warstwę muzyczną utworu (jak i całej EPki) skomponował producent Expo 2000. 
W 2021 roku nakładem oficyny Asfalt Records Szyluk pod pseudonimem Belmondawg wydał swój pierwszy solowy minialbum, Hustle as Usual. Krążek zebrał wiele pozytywnych recenzji. EPka w wersji płyty CD zajęła piąte miejsce w tygodniowym notowaniu sprzedaży OLiS. Winylowa wersja krążka osiągnęła pierwsze miejsce notowania wydań winylowych. 14 sierpnia 2022 r. krążek uzyskał tytuł „EPki roku 2021” na rozdaniu nagród Lech Polish Music Awards. W tym też roku raper dołączył do wytwórni Sony Music Entertainment Poland.

## Kontrowersje
Raper wielokrotnie w mediach społecznościowych transmitował na żywo pod wpływem narkotyków. Charakter tych transmisji często prowadził do interwencji policji. W 2025 roku został skrytykowany za wulgaryzmy w stronę fana, który prowadził poświęcone mu konto.

## Dyskografia

### Albumy we współpracy
| Rok  | Dane dot. albumu |
| ---- | --- |
| 2017 | Mobbyn (oraz Oyche Doniz, jako Mobbyn) - Data: 13 stycznia 2017 - Wydawca: Fonografika - Format: CD, digital download |
| 2018 | uhqqow (oraz GSP) - Data: 30 listopada 2018 - Wydawca: MOBBYN, Step Records - Format: CD, digital download            |

### Minialbumy
| Rok  | Dane dot. albumu | Najwyższa pozycja na listach sprzedaży | Najwyższa pozycja na listach sprzedaży | Certyfikat         | Sprzedaż       |
| Rok  | Dane dot. albumu | OLiS                                   | OLiS WINYL                             | Certyfikat         | Sprzedaż       |
| ---- | --- | -------------------------------------- | -------------------------------------- | ------------------ | -------------- |
| 2021 | Pappardelle all'arrabbiata EP (jako Belmondawg) - Data: 17 marca 2021 - Wydawca: Poppyn - Format: CD, digital download               |                                        |                                        |                    |                |
| 2021 | Hustle as Usual EP (jako Belmondawg) - Data: 25 czerwca 2021 - Wydawca: Poppyn, Asfalt Records - Format: CD, digital download, winyl | 5                                      | 1                                      | - POL: złota płyta | - POL: 15 000+ |
| 2022 | Piekarenka EP (jako Belmondawg) - Data: 19 lipca 2022 - Wydawca: Poppyn, Asfalt Records - Format: CD, digital download               |                                        |                                        |                    |                |
| 2022 | Aglio e Olio EP (jako Belmondawg) - Data: 8 września 2022 - Wydawca: Poppyn, Asfalt Records - Format: CD, digital download           | 12                                     | –                                      |                    |                |

### Mixtape’y
| Rok  | Dane dot. albumu |
| ---- | --- |
| 2014 | Sos, ciuchy i borciuchy (oraz Kaz Bałagane) - Data: 27 kwietnia 2014 - Wydawca: wydanie własne - Format: digital download |

### Single
| Rok  | Tytuł                                 | Album               |
| ---- | ------------------------------------- | ------------------- |
| 2015 | „Telefony”                            | Mobbyn              |
| 2016 | „€rnst $tavro ฿lofeld”                | Mobbyn              |
| 2016 | „Gnocchi”                             | Single niealbumowe  |
| 2017 | „Scrooge Ebenezer”                    | Single niealbumowe  |
| 2017 | „Mordo jak tam zdrowie”               | Single niealbumowe  |
| 2017 | „Miałem tylko”                        | Single niealbumowe  |
| 2018 | „Dzień dobry”                         | Single niealbumowe  |
| 2020 | „Teesy (vol. 0/10)”                   | Single niealbumowe  |
| 2020 | „Wyjaśnienia 30 G”                    | Single niealbumowe  |
| 2020 | „Aglio e Olio” (gościnnie: Yomenik)   | Single niealbumowe  |
| 2020 | „Pappardelle all’arrabbiata”          | Hustle As Usual EP  |
| 2021 | „Te tereny”                           | Hustle As Usual EP  |
| 2021 | „Kto by pomyślał?” (gościnnie: Liroy) | Singiel niealbumowy |
| 2021 | „Strona B”                            | Hustle As Usual EP  |
| 2021 | „Followup” (gościnnie: Dizkret)       | Hustle As Usual EP  |
| 2021 | „Captcha”                             | Hustle As Usual EP  |

Gościnnie
| Rok  | Album                                          | Utwór | Źródło |
| ---- | ---------------------------------------------- | --- | ------ |
| 2012 | Karwan – Fabryka Snów                          | „Za najlepsze akcje” (gościnnie: 2sty i Belmondo)                                                                                 | [ 39 ] |
| 2012 | Kaz Bałagane - Hugo Bucc                       | „Wjazd” (gościnnie: Belmondo) „Pyk do kielona” (gościnnie: Belmondo i Oyche Doniz) „Koniec zabawy” (gościnnie: Belmondo i Karwan) |        |
| 2013 | Kaz Bałagane – b.d                             | „Czarna magia” (gościnnie: Belmondo)                                                                                              | [ 40 ] |
| 2015 | Kaz Bałagane – LOT022                          | „Dr. Traphouse” (gościnnie: Belmondo)                                                                                             | [ 41 ] |
| 2016 | Kaz Bałagane – Radio Gruz                      | „Nie zobaczysz” (gościnnie: Belmondo)                                                                                             | [ 42 ] |
| 2016 | Kaz Bałagane – Źródło LP                       | „Do następnego” (gościnnie: Belmondo)                                                                                             | [ 43 ] |
| 2017 | OLEK – To Tylko Freestyle                      | „Replay” (gościnnie: Belmondo i Malik Montana)                                                                                    | [ 44 ] |
| 2018 | Malik Montana – Tijara                         | „Ciach Bajera” (gościnnie: Belmondo i Kaz Bałagane)                                                                               | [ 45 ] |
| 2019 | Bambo the Smuggler – KoKo                      | „Plata o Plomo II” (gościnnie: Belmondo i GSP)                                                                                    | [ 46 ] |
| 2019 | schafter – audiotele                           | „Pager” (gościnnie: Belmondo) | [ 47 ] |
| 2020 | The Ostprausters – b.d.                        | „Mona Lisa” (gościnnie: Belmondo, Jasiek MPW)                                                                                     | [ 48 ] |
| 2020 | Zibex – b.d.                                   | „Małolaci” (gościnnie: Belmondo)                                                                                                  | [ 49 ] |
| 2020 | Es & Ex - b.d.                                 | „Spalona Grzała” (gościnnie: Belmondo)                                                                                            | [ 50 ] |
| 2020 | The Gist – The Gist                            | „Drzewa I Grzyby” (gościnnie: Kuba Knap, Belmondo)                                                                                | [ 51 ] |
| 2021 | Dianka – b.d.                                  | „Honotu” (gościnnie: Belmondawg)                                                                                                  | [ 52 ] |
| 2021 | Young Jacobs – b.d.                            | DNA (gościnnie: Belmondawg) | [ 53 ] |
| 2021 | Mordor Muzik - MORDOR CD                       | „Słowo” (gościnnie: Belmondawg)                                                                                                   | [ 54 ] |
| 2021 | Bober – Przemyślany album                      | „J**ać ćpunów” (gościnnie: Belmondawg)                                                                                            | [ 55 ] |
| 2022 | Kieras, Yomen – Grymasy                        | „Harpagan” (gościnnie: Belmondawg)                                                                                                | [ 56 ] |
| 2022 | Jacuś – Prezes                                 | „Blat kuchenny” (gościnnie: Belmondawg)                                                                                           | [ 57 ] |
| 2023 | Kolektyw FALA - FALA MIXTAPE vol. 2            | „Kokoszka" (gościnnie: Belmondawg)                                                                                                | [ 58 ] |
| 2024 | Expo 2000 – ad hoc                             | „A Milli A Milli” (gościnnie: Belmondawg, Liroy)                                                                                  | [ 59 ] |
| 2024 | Cool Kids Of Death - Origami                   | „Origami” (gościnnie: Belmondawg)                                                                                                 | [ 60 ] |
| 2024 | Kubi Producent - Sen, którego nigdy nie miałem | „NIE POTRZEBUJĘ OTWIERAĆ TORBY” (gościnnie: Belmondawg, Mlody Korden, Forxst)                                                     | [ 61 ] |